# Idiostrangalia bisbilineata
Idiostrangalia bisbilineata är en skalbaggsart som först beskrevs av Maurice Pic 1923.  Idiostrangalia bisbilineata ingår i släktet Idiostrangalia och familjen långhorningar. Inga underarter finns listade i Catalogue of Life.